# Cheilosoria chusana
Cheilosoria chusana là một loài thực vật có mạch trong họ Adiantaceae. Loài này được (Hook.) Ching & K.H. Shing miêu tả khoa học đầu tiên năm 1985.